# Norma (by)
 For alternative betydninger, se Norma. (Se også artikler, som begynder med Norma)
Norma er en italiensk by (og kommune) i regionen Lazio i Italien, med omkring 3.623(2023) indbyggere.